# Södermanlands runinskrifter 163
Runinskrift Sö 163 är en runsten vid gården Täckhammar i Bärbo socken och Nyköpings kommun i Södermanland. Stenen har flyttats till Täckhammar från Ryckesta i Råby-Rönö socken. Den står på vänstra sidan om gårdens infartsväg.

## Stenen
Runstenens ornamentik består av en runorm sedd i fågelperspektiv. Ormens hals och svans som korsar varandra i basen och är låsta med ett ringformat koppel. Motivets mittyta domineras av ett stort, flätat ringkors med ett kristet attribut. Budskapet på den välformade ristningen vittnar om en vikingafärd till Grekland där Olev skiftat guld och den från runor översatta texten lyder enligt nedan:

## Inskriften
Runsvenska: þruRikr : stain : at : suni : sina : sniala : trakia : for : ulaifr : i : krikium : uli : sifti :
Nusvenska: Tryrik (reste) stenen efter sina söner, raska män, for Olev, i Grekland skiftade han guld.

## Flera runstenar i området
I samma område står även Sö 161 och Sö 162. Stenarna Sö 160, 161 och 162 hittades 1810 inmurade som byggstenar i Råby kyrkas ena yttervägg. De fritogs och flyttades till sina nuvarande placeringar. 